# Hancock megye (Nyugat-Virginia)
Hancock megye az Amerikai Egyesült Államokban, azon belül Nyugat-Virginia államban található. Megyeszékhelye New Cumberland, legnagyobb városa Weirton. Lakosainak száma 29 095 fő (2020. április 1.). Hancock megye Beaver, Washington, Brooke, Jefferson és Columbiana megyékkel határos.

## Népesség
A megye népességének változása:
| Lakosok száma | 30 662 | 30 513 | 30 370 | 30 291 | 29 815 | 29 095 |
|               | 2010   | 2011   | 2012   | 2013   | 2015   | 2020   |